# Połoneczka
Połoneczka (biał. Паланечка) – wieś na Białorusi, w obwodzie brzeskim, w rejonie baranowickim. Znajdował się tu jeden z majątków rodziny Radziwiłłów.
Miasto magnackie położone było w końcu XVIII wieku w powiecie nowogródzkim województwa nowogródzkiego. W II Rzeczypospolitej miejscowość była siedzibą wiejskiej gminy Połoneczka.
Znajduje się tu rzymskokatolicka parafia św. Jerzego w Połoneczce.
W 1936 w Połoneczce urodził się Wiesław Dymny.

## Zabytki
- pałac Radziwiłłów, XVIII wiek - Zespół pałacowy pozostawał w rękach Radziwiłłów do 1939 roku. Konstanty Radziwiłł zgromadził w nim bogatą kolekcję dzieł sztuki i malarstwa oraz cenną bibliotekę. Uległ zniszczeniom w 1917 i 1943 roku. Odbudowany po II wojnie światowej mieścił szkołę z internatem.
- kościół parafialny św. Jerzego, konsekrowany w 1759.
- ruiny młyna z 1819.
- stary cmentarz katolicki przy kościele, grób Michała Abłamowicza, powstańca styczniowego.

## Galeria

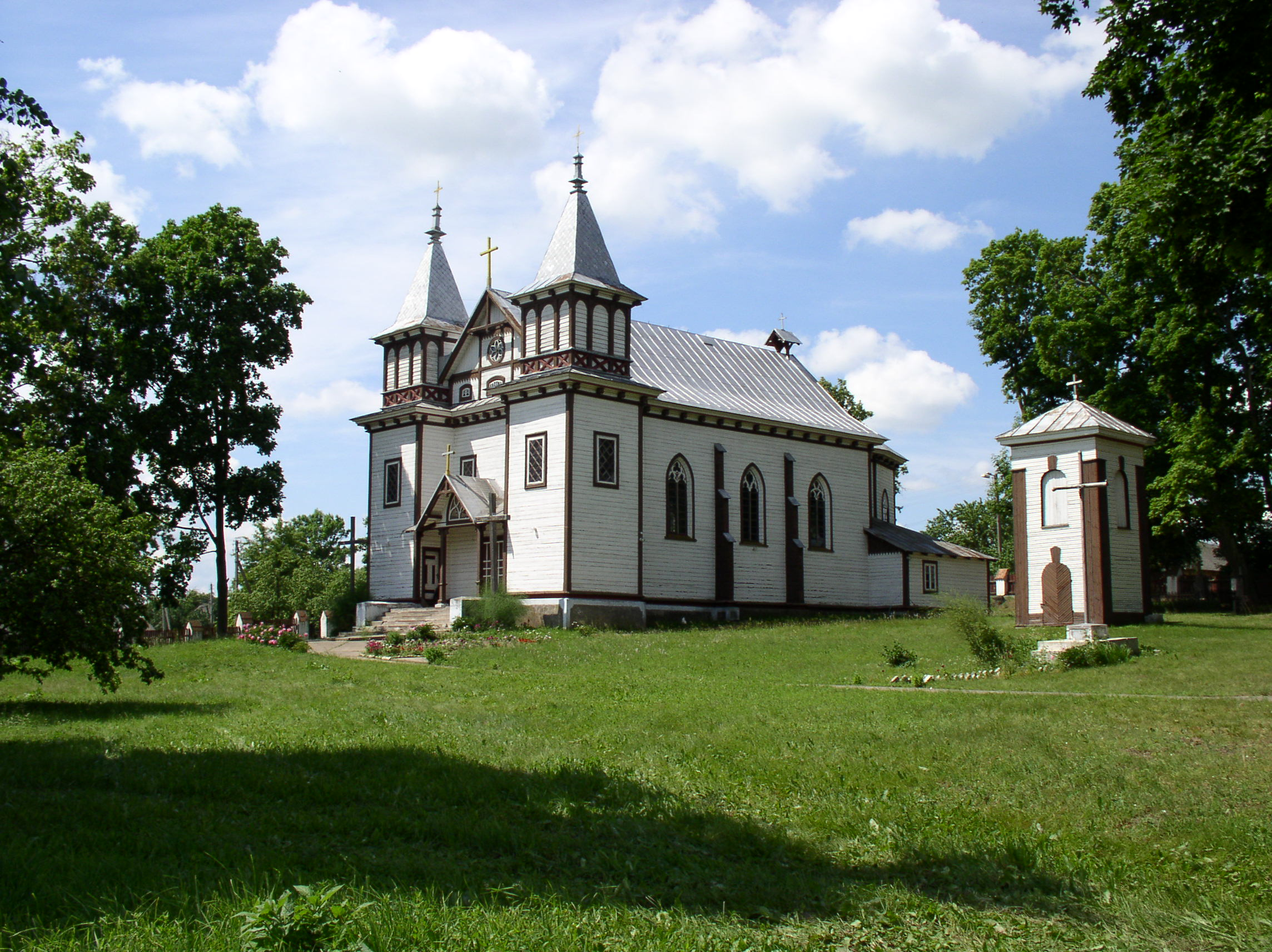
Kościół parafialny św. Jerzego
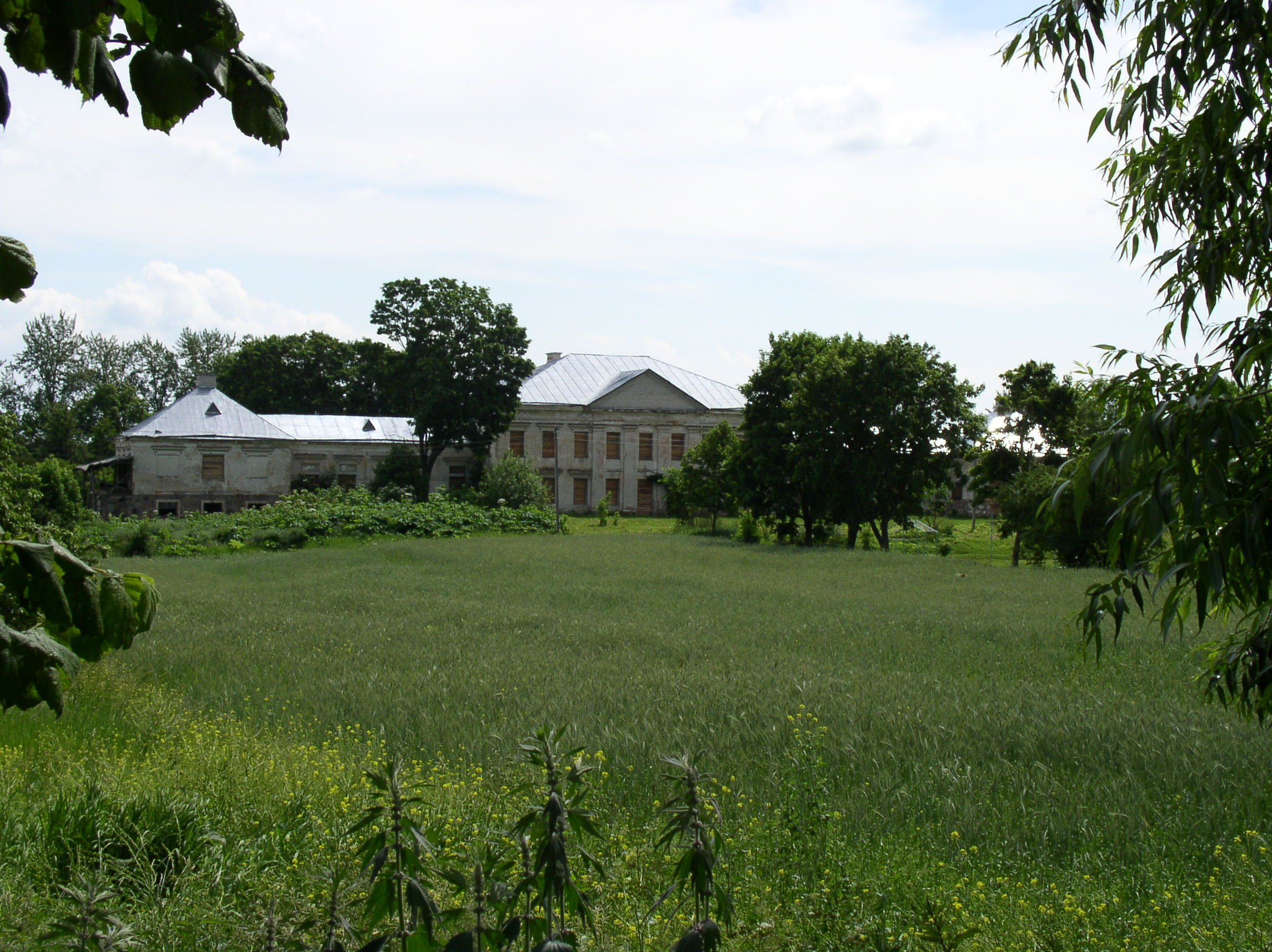
Pałac książąt Radziwiłłów
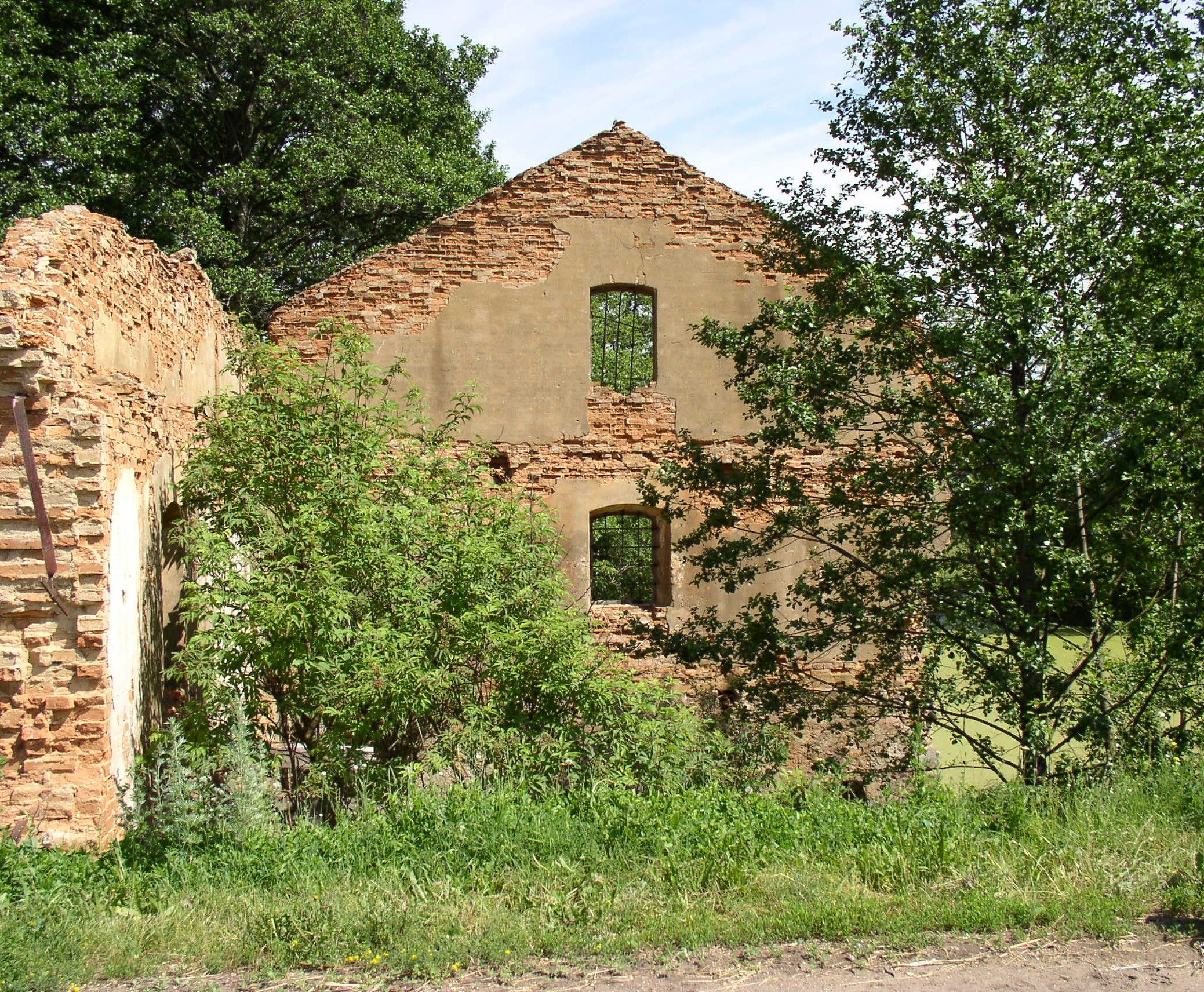
Ruiny młyna